# كشافة نيجيريا
كشافة نيجيريا هي المنظمة الكشفية الوطنية في نيجيريا. تأسست الحركة الكشفية في مستعمرة ومحمية نيجيريا في عام 1915 وأصبحت عضوا في المنظمة العالمية للحركة الكشفية في عام 1961. وكشافة نيجيريا لها 750210 عضو اعتبارا من عام 2015.